# Eleanor Francis Helin
Eleanor Francis »Glo« Helin, ameriška astronomka in planetologinja, * 19. november 1932, † 25. januar 2009.
Helinova je bila glavna raziskovalka programa Near Earth Asteroid Tracking (NEAT) Laboratorija za reaktivni pogon (JPL) pod okriljem Nase.

## Življenje in delo
Leta 1976 je odkrila asteroid 2062 Aton, prvi asteroid iz družine Atoncev, tipov asteroidov s tirnicami daleč znotraj Zemljine tirnice. Leta 1978 je odkrila asteroid Ra-Šalom. Asteroid ima do sedaj najmanjšo tirnico. Njegova obhodna doba je samo 278 dni. Helinova je odkrila asteroid 29.000.000 km stran od Zemlje, na področju Osončja, kjer so smatrali, da bi moralo biti brez asteroidov. Asteroid ima premer okoli 4 km in je največji član Atoncev. Ra-Šalom je nevtralno sive barve in je sestavljen iz skal z vodnimi kristali in veliko ogljika.
Helinova je odkrila, oziroma je bila glavna odkriteljica več kot 800 asteroidov. Poleg prvih dveh Atoncev so najbolj pomembni med njimi še: Apolonca 4660 Nerej in 4769 Kastalija, več Amorcev, trije Jupitrovi Trojanci, med njimi 3240 Laokoon, in tudi 9969 Braille.
Odkrila je ali je bila soodkriteljica nekaterih kometov, med njimi so periodični kometi 151P/Helin, 111P/Helin-Roman-Crockett, 117P/Helin-Roman-Alu in 132P/Helin-Roman-Alu.
Zaslužna je tudi za odkritje telesa, ki ga poznamo kot asteroid 4015 Wilson-Harrington in kot komet 107P/Wilson-Harrington. Čeprav sta Wilson in Harrington odkrila telo že nekaj desetletij pred njo leta 1949, s svojimi opazovanji nista mogla določiti njegove tirnice, z njenim ponovnim odkritjem leta 1979 pa so to lahko storili. Ta zgled pritrjuje, da so nekateri bližnji asteroidi mrtvi kometi.
Asteroid 3267 Glo se imenuje po njenem vzdevku.
Več kot trideset let je bila dejavna na področju planetologije in astronomije na Tehnološkem inštitutu Kalifornije in v Laboratoriju za reaktivni pogon. V zgodnjih 70. letih 20. stoletja je na Observatoriju Palomar vpeljala Palomar Planet-Crossing Asteroid Survey (PCAS). S tem programom so odkrili na tisoče asteroidov vseh tipov, med njimi več kot 200 s tirnicami velikih naklonov, drugi redki in edinstveni tipi asteroidov, 20 kometov in približno 30 odstotkov vseh odkritih blizuzemeljskih asteroidov.
V 80. letih je organizirala in koordinirala program International Near-Earth Asteroid Survey (INAS), ki je razširjal in spodbujal zanimanje za asteroide po celem svetu. Za njene dosežke ji je NASA podelila Medaljo za izredne zasluge. Leta 1997 ji je JPL podelil Nagrado za odličnost za njeno vodstvo programa NEAT. Od Nase je prejela tudi Nagrado za skupinske dosežke za celotno skupino NEAT.
Po zaključitvi fotografskega iskalnega programa PCAS, ki je trajal skoraj 25 let, se je Helinova osredotočila na nov, izboljšan iskalni program s pomočjo elektronskih senzorjev na daljnogledu z veliko odprtino: NEAT. Je glavna raziskovalka tega programa pod vodstvom JPL. Deluje od decembra 1995 in je prvi neodvisni opazovalni program. Noben uslužbenec JPL ni neposredno vključen vanj, uporablja le njegov računalnik Sunspark, ki preko noči poganja opazovalni sistem in vsako jutro pošilja podatke nazaj v JPL, da bi jih analizirali in potrdili člani skupine. NEAT je odkril več kot 26.000 teles, med njimi 31 blizuzemeljskih asteroidov, dva dolgoperiodična kometa in edinstveno telo 1996 PW, asteroid z največjo izsrednostjo (e =  0,99012940), ki se giblje v tirnici z dolgo periodo (4110,50 a), podobno kometovi (z glavno osjo 256,606 a.e.).